# Anomia chinensis
Anomia chinensis är en musselart som beskrevs av Philippi 1849. Anomia chinensis ingår i släktet Anomia och familjen sadelostron. Inga underarter finns listade i Catalogue of Life.

## Bildgalleri

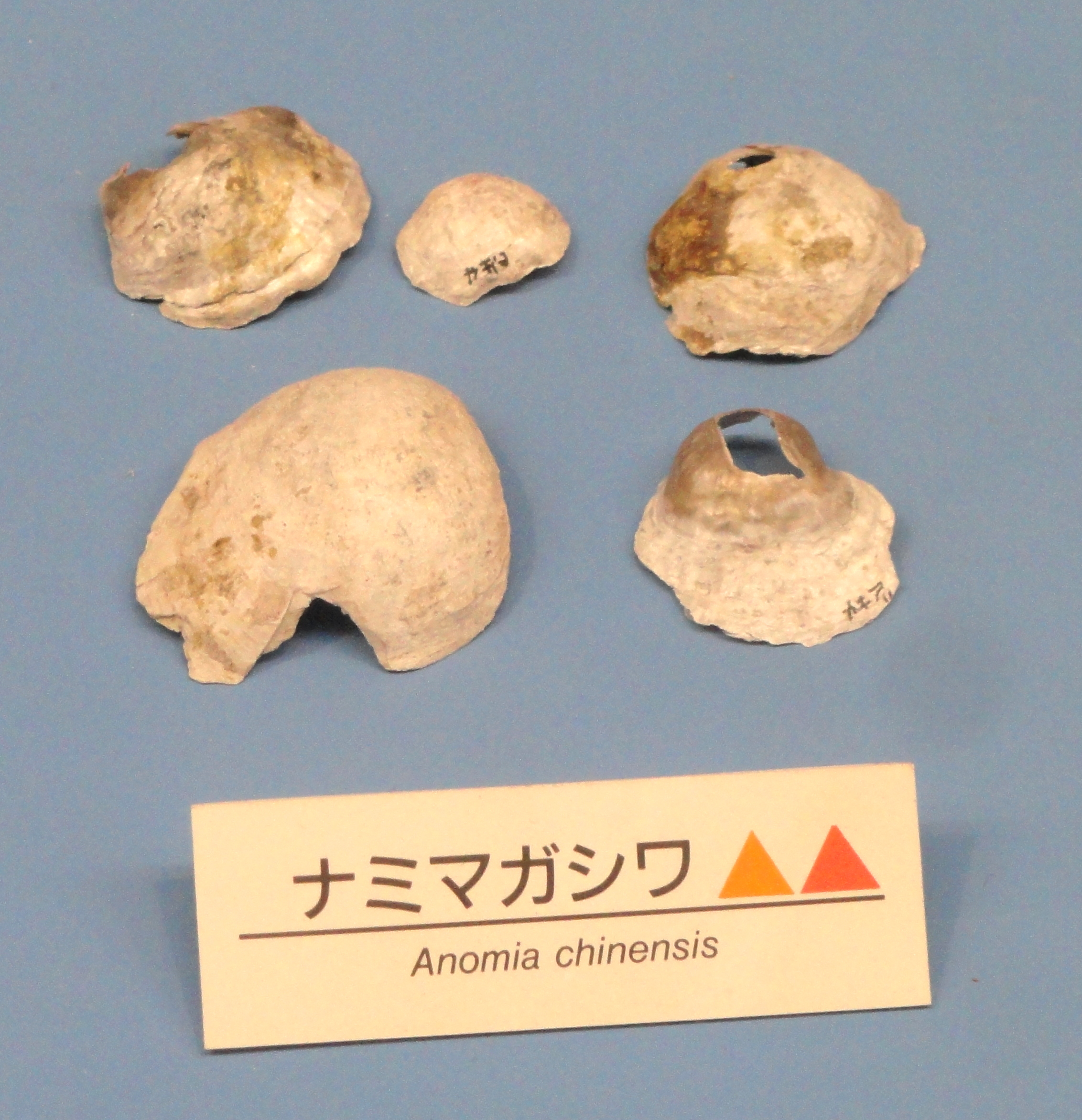
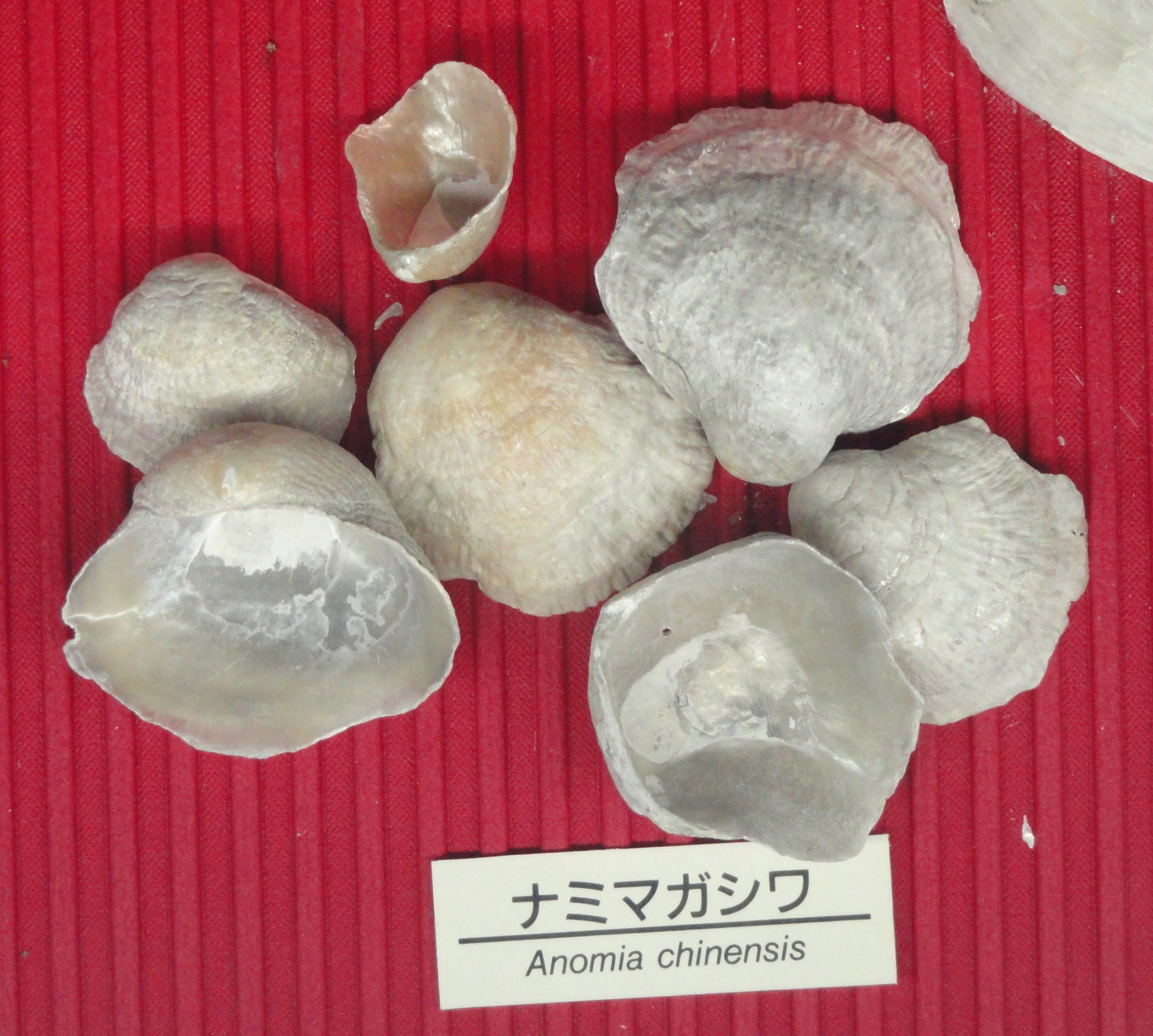